# Glover (videogioco)
Glover è un videogioco a piattaforme sviluppato da Interactive Studios e pubblicato nel 1998 da Hasbro Interactive per Nintendo 64. Il gioco è stato successivamente convertito per Microsoft Windows e PlayStation. Il titolo avrebbe dovuto ricevere nel 1999 un sequel dal titolo Glover 2, tuttavia il gioco non è stato mai pubblicato. Nel 2022 è stato annunciato un remake distribuito su Steam.

## Trama
Il personaggio giocante è Glover, un guanto magico a quattro dita che deve raccogliere sette cristalli per fermare il gemello cattivo Cross-Stitch.